# Benoît Charvet
Benoît Charvet (Lyon, 5 februari 1828 - Saint-Étienne, 14 juni 1897) was een Frans handelaar en politicus ten tijde van het Tweede Franse Keizerrijk.

## Biografie
Zijn vader, Henry Charvet (1800-1868), richtte in 1832 het steenkoolbedrijf Charvet & Cie op in Lyon. In 1863 richtte Benoît in Saint-Étienne B. Charvet & Cie op, een bedrijf dat was gespecialiseerd in de vervaardiging en de verkoop van cokes. In de jaren 1880 trok hij zich terug uit de zaak en liet hij deze over aan zijn zoon. Hij was tevens bestuurder in verscheidene vennootschappen en zetelde onder meer in de raad van bestuur van een filiaal van de Banque de France.
Op 29 juli 1865 werd hij gemeenteraadslid in Saint-Étienne. Bij decreet van 21 juli 1866 werd bij benoemd tot burgemeester van deze stad. Na de schietpartij in Brûlé, in La Ricamarie, nabij Saint-Étienne, op 16 juni 1869 werd de gemeenteraad opgeschort door de lokale prefect. In de gemeenteraad zetelde op dat moment een republikeinse meerderheid, hoewel onder het Tweede Franse Keizerrijk de macht in handen was van de bonapartisten van keizer Napoleon III. Charvet echter diende ook in de nieuwe gemeentelijke bestuurscommissie die voortaan en dat tot 1870 het bestuur van de stad in handen had.
Op nationaal vlak leidde deze schietpartij tot de zogenaamde Interpellatie van de 116 volksvertegenwoordigers, een oproep van leden van het Wetgevend Lichaam aan keizer Napoleon III voor een meer parlementair regime.
Als burgemeester opende hij in Saint-Étienne vijf laïeke scholen, richtte hij muzieklessen in en opende bij openbare bibliotheken. Hij huldigde op 29 oktober 1866 de stuwdam van Rochetaillée in.
In 1868 werd hij ridder in het Legioen van Eer.